# Isabel Aguirre
Isabel Aguirre de Úrcola (Villagarcía de Arosa, 9 de marzo de 1937) es una arquitecta y paisajista española.

## Trayectoria
Nació en Villagarcía de Arosa. Obtuvo su título en la Escuela Técnica Superior de Arquitectura de la Universidad de La Coruña.
Estuvo a cargo de las obras de los proyectos Parque Oeste/Vale Grande y Parque Sul de Lisboa, y del proyecto de rehabilitación de Illa do Cobo o Isla de las Esculturas en Pontevedra. Fue profesora titular en la Universidad de La Coruña, ejerciendo la docencia e investigación también en otras universidades españolas y extranjeras.
De 2008 a 2020, fue la directora de la ‘Escuela Gallega del Paisaje’ de la Fundación Juana de Vega.
Fue miembro del Comité de Directores de la Escuela del European Council of Landscape Architecture Schools y en el año 2000 exhibió su obra en la Universidad de Harvard en EE. UU. en la exposición “Los 15 mejores Paisajistas de Europa”.
Fue nombrada presidenta de la Irmandade de la Ribeira Sacra, cuya finalidad era promover, recuperar y salvaguardar los valores culturales, históricos y paisajísticos de la Ribeira Sacra.

## Reconocimientos
En 1997. el Ministerio de Fomento, el Consejo Superior de Arquitectos, la Universidad Internacional Manéndez Pelayo y la Universidad de Alcalá de Henares la reconocieron con el Premio Nacional de Arquitectura Manuel de la Dehesa por la rehabilitación del parque de Santo Domingo de Bonaval en Santiago de Compostela, junto con Álvaro Siza.
En 2007 fue elegida Galega Destacada. En 2015 fue reconocida con el Premio María Josefa Wonenburger Planells a la Ciencia y la Tecnología. Ese mismo año, recibió el Premio Europeo de Intervención en el Patrimonio Arquitectónico por su labor de recuperación paisajística en torno al Monasterio de San Juan en Caaveiro.
En 2018, la Junta de Galicia la condecoró con la Medalla Castelao.